# Vigo County
Vigo County är ett administrativt område i delstaten Indiana, USA. År 2010 hade countyt 107 848 invånare. Den administrativa huvudorten (county seat) är Terre Haute.

## Geografi
Enligt United States Census Bureau har countyt en total area på 1 063 km². 1 044 km² av den arean är land och 19 km² är vatten.

### Angränsande countyn
- Vermillion County - norr
- Parke County - nordost
- Clay County - öst
- Sullivan County - söder
- Clark County, Illinois - sydväst
- Edgar County, Illinois - nordväst